# 贝尔当格阿
贝尔当格阿（Beldanga），是印度西孟加拉邦Murshidabad县的一个城镇。总人口25361（2001年）。

## 人口
该地2001年总人口25361人，其中男性13088人，女性12273人；0—6岁人口3363人，其中男1695人，女1668人；识字率67.13%，其中男性为71.95%，女性为61.98%。